# Inge Borgstrøm
Inge Borgstrøm es una deportista danesa que compitió en bádminton, en la modalidad de dobles.
Ganó una medalla de bronce en el Campeonato Mundial de Bádminton de 1977 y una medalla de bronce en el Campeonato Europeo de Bádminton de 1978.

## Palmarés internacional
| Campeonato Mundial | Campeonato Mundial    | Campeonato Mundial | Campeonato Mundial |
| Año                | Lugar                 | Medalla            | Prueba             |
| ------------------ | --------------------- | ------------------ | ------------------ |
| 1977               | Malmö (Suecia)        | Medalla de bronce  | Dobles             |
| Campeonato Europeo |                       |                    |                    |
| Año                | Lugar                 | Medalla            | Prueba             |
| 1978               | Preston (Reino Unido) | Medalla de bronce  | Dobles             |